# Josefa Palacio Maglioli
Josefa Palacio Maglioli (Buenos Aires, 23 de febrero de 1903 – Mar del Plata, 12 de marzo de 1985), fue una médica cirujana que habilitó el Sanatorio Palacio y creó el "Banco de Sangre de Resistencia" en la provincia del Chaco (Argentina).

## Biografía
Josefa Palacio Maglioli, nació en Capital Federal , cursó la escuela secundaria en el Liceo Nacional de Señoritas N.º 1 "Figueroa Alcorta" y en 1928 recibió el título de Médica Cirujana en la Universidad de Buenos Aires.
En 1938 llegó a la provincia del Chaco y en 1941 fue designada médica de sala del Hospital Regional (Hospital Perrando). El 21 de diciembre de 1941 fundó el Sanatorio Palacio, el más antiguo de la ciudad de Resistencia. Creó el "Banco de Sangre de Resistencia".
Fue socia fundadora del Club Náutico de Barranqueras. Una calle de la ciudad de Resistencia lleva su nombre.